# Уряд Кірибаті
Уряд Кірибаті — вищий орган виконавчої влади Кірибаті.

## Голова уряду
- Президент — Танеті Маамау (англ. Taneti Maamau).
- Віце-президент — Курабі Ненем (англ. Kourabi Nenem).

## Кабінет міністрів
Склад чинного уряду подано станом на 18 березня 2016 року.
| Логотип | Міністерство                                                                | Міністр                             | Фото | Час на посаді | Час на посаді | Партія | Партія | Вебсайт |
| ------- | --------------------------------------------------------------------------- | ----------------------------------- | ---- | ------------- | ------------- | ------ | ------ | ------- |
|         | Міністерство внутрішніх справ                                               | Атараке Натара (Atarake Natara)     |      |               |               |        |        |         |
|         | Міністерство екології, землекористування і розвитку сільського господарства | Тебао Аверіка (Tebao Awerika)       |      |               |               |        |        |         |
|         | Міністерство житлово-комунального господарства                              | Курабі Ненем (Kourabi Nenem)        |      |               |               |        |        |         |
|         | Міністерство закордонних справ та імміграції                                | Аноте Тонг (Anote Tong)             |      |               |               |        |        |         |
|         | Міністерство комерції, промисловості та кооперацій                          | Тананеї Мареа (Tananei Marea)       |      |               |               |        |        |         |
|         | Міністерство освіти                                                         | Александер Теабо (Alexander Teabo)  |      |               |               |        |        |         |
|         | Міністерство охорони здоров'я                                               | Кобебе Тетауа (Kobebe Tetaua)       |      |               |               |        |        |         |
|         | Міністерство праці і розвитку людських ресурсів                             | Руатекі Текаїара (Ruateki Tekaiara) |      |               |               |        |        |         |
|         | Міністерство розвитку островів Лайн і Фенікс                                | Мікаріте Темарі (Mikarite Temari)   |      |               |               |        |        |         |
|         | Міністерство розвитку рибних і морських ресурсів                            | Тетабо Накара (Tetabo Nakara)       |      |               |               |        |        |         |
|         | Міністерство транспорту, зв'язку і розвитку туризму                         | Віллі Токатааке (Willie Tokataake)  |      |               |               |        |        |         |
|         | Міністерство у справах жінок, молоді та соціальної політики                 | Девід Коллінс (David Collins)       |      |               |               |        |        |         |
|         | Міністерство фінансів і економічного розвитку                               | Теуеа Тоату (Teuea Toatu)           |      |               |               |        |        |         |